# Elsőfajú és másodfajú hiba
Az elsőfajú hiba és a másodfajú hiba a statisztikai hipotézisvizsgálat alapvető fogalmai, melyek a módszer alkalmazása során előforduló téves eredmények jellegét írják le. A kétféle hiba nem a hipotézisvizsgálat alkalmatlanságából vagy hibás alkalmazásából fakad, hanem a módszer szükségszerű korlátját fejezik ki.

## A kétféle hiba lényege
A hipotézisvizsgálat kiindulópontja egy H0 nullhipotézis (a tudomány aktuális állása) és ennek tagadása, a H1 ellenhipotézis (a jelenlegi konszenzussal szembehelyezkedő új állítás). A hipotézisvizsgálat célja, hogy eldöntse, a rendelkezésre álló adatok alapján elvetendő-e a nullhipotézis.
A nullhipotézis elvetése egyúttal az alternatív hipotézis elfogadásával, pontosabban valószínűsítésével is jár, és fordítva. Ez azonban nem jelenti azt, hogy a hipotézis valóban igaz vagy hamis. A statisztikai mintavételből levont következtetések egy bizonyos valószínűséggel akár hibásak is lehetnek, és a hibának két típusa van attól függően, hogy a vizsgálati eredmény és a valóság hogyan viszonyul egymáshoz.
Ha a nullhipotézist elvetjük, pedig igaz, akkor elsőfajú hibát (hamis pozitív, alfa- (α-) hiba) követünk el; ha ellenben nem vetjük el, pedig hamis, akkor másodfajú hibát (hamis negatív, béta- (β-) hiba) követünk el. A statisztikai mintavétel mindig magában hordja a hibázás lehetőségét, hiszen hipotézisünk az alapsokaságra, számításaink viszont annak töredékére, a mintára vonatkoznak; a biztos következtetés levonásához az egész sokaságot kellene megvizsgálni.

## Tulajdonságok
- Az elsőfajú hiba felülről becsülhető a szignifikanciaszinttel, ami azt mondja meg, hogy mekkora eltérést tekintünk szignifikánsnak. A másodfajú hiba nem becsülhető. Ezért, és mivel a nullhipotézis elvetése az informatív döntés, a másodfajú hiba csökkentése helyett a tudományban inkább „pesszimista” nullhipotéziseket állítanak fel. Például azt feltételezik, hogy a mért kezelés nem működik, a gyógyszer nem hat. Ebben az esetben az elsőfajú hiba elkövetésekor nem az történik, hogy egy nem működő gyógyszert tartunk működőnek, hanem az, hogy egy jól működő gyógyszert hatástalannak látunk. Így a bizonyítás biztosan nem vezet téves eredményre. Eredménytelenség esetén még mindig lehet tovább próbálkozni, abban a reményben, hogy csak az elsőfajú hiba miatt nem sikerült kimutatni a gyógyszer működését.

- Adott nagyságú mintával végzett hipotézisvizsgálat esetében az elsőfajú hiba és a másodfajú hiba összefügg egymással: ha az egyik csökken, a másik nő.

- A kétféle hibát egyszerre csak a minta nagyságának növelésével lehet csökkenteni.